# Johan Brannefalk
Carl Johan Wilhelm Brannefalk, född 9 december 1997, är en svensk fotbollsspelare som spelar för Ariana FC.

## Karriär
Brannefalk började spela fotboll i Kvarnby IK som fyraåring. Som 11-åring gick han till Malmö FF.
Den 10 augusti 2016 lånades Brannefalk ut till Trelleborgs FF. Den 20 augusti 2016 debuterade Brannefalk i Superettan i en 1–1-match mot Ängelholms FF, där han byttes in i den 64:e minuten mot Philip Cascalheira. Den 1 december 2016 värvades Brannefalk av TFF, där han skrev på ett ettårskontrakt, med option på ytterligare ett år.
Den 31 januari 2019 värvades Brannefalk av Ljungskile SK. I januari 2021 värvades Brannefalk av Norrby IF, där han skrev på ett tvåårskontrakt. Brannefalk gjorde ett mål och fem assist på 29 matcher i Superettan 2022 då Norrby blev nedflyttade. Efter säsongen lämnade Brannefalk klubben i samband med att hans kontrakt gick ut.
Inför säsongen 2023 värvades Brannefalk av irländska Sligo Rovers. I december 2023 återvände han till Sverige och skrev på ett tvåårskontrakt med Ariana FC.